# Сканер штрихкода
Ска́нер штрихко́да — оргтехнический сканер, который считывает штрихкод, нанесённый на упаковку товара или иной носитель, и передаёт эту информацию в компьютер, кассовый аппарат, POS-систему.
Штрихкод, несущий в себе информацию для идентификации товара, наносится на упаковку товара при производстве изготовителем либо печатается при помощи специализированного принтера — принтера этикеток и считывается сканером.
Сканеры штрихкода широко используются в сфере торговли и услуг для быстрой идентификации товара, при отпуске, складировании, в системах контроля и управления доступом, библиотечном деле при выдаче книг и т. д.

## Типы сканеров
По устройству считывающего элемента сканеры штрихкода подразделяются на:
- светодиодные, излучающим элементом является светодиод, считывающим — ПЗС-матрица. Эти сканеры самые дешевые и очень надежные, но имеют небольшую дальность считывания, штрихкод надо подносить почти вплотную. Устройства этого класса распознают только одномерные штрихкоды;
- лазерные, считывают с гораздо большего расстояния и с более высокой скоростью. Но механизм развёртки лазерного луча с помощью системы зеркал имеет подвижные детали, а потому чувствителен к падениям. Некоторые производители стараются возместить этот недостаток противоударным корпусом. Кроме того, лазерная технология не подходит для сканирования кодов с экранов электронных устройств, а также 2D кодов (QR, DataMatrix, PDF-417 и других). Хотя некоторые модели лазерных сканеров имели возможность чтения кодов 2D кодов формата PDF-417, распространения такие устройства не получили и были сняты с производства. В свою очередь лазерные сканеры штрихкодов подразделяются на линейные и многоплоскостные:
  - линейные лазерные сканеры проецируют видимую тонкую линию и предназначены для сканирования штрих-кодов только в одной плоскости;
  - многоплоскостные лазерные сканеры формируют сетку из направленных в разные стороны лазерных лучей (их количество различается в зависимости от модели). Таким образом, кассиру не требуется подносить штрихкод строго определенным образом, что актуально в местах с большим потоком клиентов (супермаркеты, гипермаркеты);
- имидж-сканеры (также известны как фотосканеры)[1], самые передовые модели считывателей, появились на рынке относительно недавно. Быстрые, надежные, с хорошей дальностью считывания не только линейных или композитных, но и двухмерных штрихкодов. Имидж-сканеры гораздо устойчивее к внешним воздействиям, чем лазерные — внутри имидж-сканера нет подвижных частей, таких как механизм развёртки считывающего луча, поэтому от возможного удара внутри ничего сдвинуться не может. Имеют возможность сканирования 1D и 2D кодов с экранов мобильных устройств. Имидж-сканеры делятся на две группы:
  - линейные (linear-imager), проецируют узкую светодиодную линию и предназначены для чтения одномерных штрих-кодов в одном направлении;
  - матричные (area-Imager), имеют расширенный функционал и считывают как одномерные, так и двухмерные коды. Эти устройства формируют световое пятно (поле сканирования), в пределах которого сканируют штрихкоды. К тому же, матричные имидж-сканеры распознают коды в любом положении относительно поля. Многие модели этого класса оснащены функциями захвата черно-белых изображений для различных приложений (например, для подтверждения подписей, проверки документов и т. д.).

Долгое время из-за первоначально высокой цены имидж-сканеры были востребованы только для решения сложных задач, с которыми не справлялись лазерные сканеры. Например — считывание штрихкодов, напечатанных на матричном принтере, считывание штрихкода через вакуумную упаковку продукта и т. д. Однако в связи с развитием программ лояльности и внедрением государственных систем учета прослеживаемости товаров (в России — системы ЕГАИС и «Честный знак») в многих сферах стала необходимой работа с 2D-кодами и штрихкодами на экранах мобильных устройств. Это обстоятельство привело к популяризации технологии Area-image и фактически вытеснила распространенные в недавнем прошлом лазерные сканеры из розничной торговли и сферы услуг.
По типу исполнения:
- ручные, которые оператор подносит к считываемому штрихкоду; они могут быть проводными или беспроводными. Существуют также модели сканеров штрих кода с памятью, который может накапливать некоторое количество кодов и передавать их по факту подключения к компьютеру.
- стационарные, которые закреплены на одном месте, и в этом случае уже к ним надо подносить промаркированный штрихкодом объект. Стационарные сканеры штрихкода могут ставиться на горизонтальную поверхность или встраиваться в оборудование (терминалы, кассовые боксы, кассу самообслуживания).
- конвейерные, используются в промышленности и логистике.

Одной из важной характеристик сканера является его разрешение, от него зависят размеры считываемых штрихкодов. Некоторые модели сканеров обладают улучшенными возможностями для считывания поврежденных штрихкодов.

## Устройство

### Подключение к компьютеру
Сканер может иметь различные интерфейсы для подключения к компьютеру: стандартные RS-232, PS/2, USB; может использоваться проприетарный разъём и интерфейс производителя.
По отношению к компьютеру сканеры с интерфейсами PS/2 и USB, как правило, выглядят как обычная клавиатура. В силу этого с ними не должно возникать проблем при работе в Unix-подобных операционных системах. Модели, обладающие расширенной функциональностью, можно настраивать, изменяя их поведение. Сканеры с подобной функциональностью обычно называются программируемыми.
По способу подключения к компьютеру различают такие основные виды сканеров:

#### RS-232
Если сканер штрихкода подключается в последовательный порт, то данные передаются от сканера в порт в виде последовательности ASCII-символов. Особенности RS-сканеров:
- Требуется дополнительный внешний источник питания
- Можно подключить к кассовому аппарату, ПК или POS-системе.
- Нужно специальное программное обеспечение (драйвер сканера штрихкода) при подключении сканера к ПК или POS-системе.

#### Разъём клавиатуры
Если сканер штрихкода подключается в клавиатурный порт, то после считывания штрихкода данные передаются, эмулируя нажатие клавиш на клавиатуре. Особенности KB-сканеров:
- Для ручных сканеров штрихкода не требуется внешний источник питания.
- Можно подключить только к ПК или POS-системе.
- Не нужно специальное ПО для подключения сканера к ПК или POS-системе.
- Сканер штрихкода сложнее использовать с точки зрения написания программ, так как необходимо различать получение данных от клавиатуры и от сканера.

#### USB
Если сканер штрихкода подключается в порт USB, то данные от сканера передаются в порт USB в виде последовательности ASCII-символов, либо эмулируется RS-232 (в зависимости от сканера и его настроек).
- Универсальность. Возможность выбора режима: «разъём клавиатуры», «эмуляция RS-232».
- Возможность «горячего» подключения (то есть не выключая ПК).
- Возможность подключения к шине USB до 127 устройств.
- Не требуется дополнительный внешний источник питания (Кроме некоторых видов).

#### Беспроводное подключение
Существует несколько способов:
- Инфракрасный канал
- Радиоканал
- Bluetooth